# Уилям Лавджой
Уилям Лавджой (на английски: William H. Lovejoy) е американски писател на техно-трилъри. Пише и под псевдонима Ханк Бостром.

## Биография и творчество
Уилям Лавджой е роден на 19 октомври 1942 г. във Форт Хуачука, окръг Кочис, Аризона, САЩ. Син на Хенри Уилям Бостром и Филис Фей Зерсен. Роден е Хенри Уилям Бостром-младши, но след като майка му се жени за втория си съпруг Бен Лавджой, името му е променено на Уилям Хенри Лавджой. Израства в Небраска, Монтана и Колорадо.
След завършване на основното си образование постъпва в армията и участва във войната във Виетнам. Уилям Лавджой се жени за Джейн Томпсън на 25 юни 1966 г. Имат две деца – дъщеря Джоди (1967) и син Дейвид (1970).
Учи през 1969 – 1970 г. в Университета на Колорадо и го завършва с магистърска степен по английски език. От 1970 г. до 1975 г. работи като асистент в Университета на Северно Колорадо. После работи като консултант, директор на финансовия ресор и президент на щатския колеж „Перу“ в Небраска.
През 1988 г. се насочва към писателското поприще и започва да пише романи. В своите техно-трилъри, подобно на майстора на трилъра Клайв Къслър, често използва някое реално събитие от практиката и го проектира в бъдещето с го развива с нов необичаен обрат.
От 1996 до 2000 г. Лавджой е декан на Комисията по информация, планиране и анализ на политиката в Общинския колеж на Уайоминг. От 2001 до 2002 г. е член на Комисията за висше образование на университета на Ню Мексико. От август 2002 г. е заместник-ректор на Общинския колеж на Мохаве, откъдето се пенсионира като почетен член през ноември 2007 г.
Лавджой е член на Асоциацията на писателите на криминални романи на Америка.
След дълго затишие в своето творчество през 2012 г. Лавджой отново излиза ударно на пазара с публикуването едновременно на четири романа.
Уилям Лавджой живее със семейството си в Кингмън, Аризона.

## Произведения

### Като Уилям Лавджой

#### Романи
- Cold Front (1990)
- Black Sky (1990)
- Delta Blue (1991)
- Seaghost (1991)
- Rip Cord (1992)
- Ultra Deep (1992)
- Alpha Kat (1992)
- Delta Green (1993)
- Phantom Strike (1993)
- White Night (1994)
- China Dome (1995)
- Red Rain (1996)
- Натиснете Enter ако смеете..., Back\Slash (1996)
- Shanghai Star (1996)
- Dark Morning (1998)
- Flash Factor (1999)
- Trigger Happy (2012)
- Classics (2012)
- Belle Chasse (2012)
- Now You Don't (2012)
- Solid Oak (2013)

### Като Ханк Бостром

#### Серия „Стив Хам“ (Steve Hamm)
1. Gabriel's Flight, 1988
2. Pressure Point, 1988

#### Романи
- Ocean Black (1995)